# St. Maurice
St. Maurice – jednostka osadnicza w Stanach Zjednoczonych, w stanie Luizjana, w parafii Winn.